# Гербы бывших югославских республик
Гербы бывших югославских республик являлись символами каждой из шести автономных югославских республик. Герб появлялся в качестве символа государственной власти на документах республиканского уровня, например на документах республиканских учреждений, на водяных знаках. Так выглядели гербы шести республик СФРЮ:
| СР Босния и Герцеговина | СР Черногория | СР Хорватия |
| СР Македония            | СР Словения   | СР Сербия   |

Эти гербы сочетали элементы исторических гербов с символами новой социалистической политической системы (национальные эмблемы на гербах Сербской и Хорватской социалистических республик). Словенская гора Триглав была символом Освободительного фронта Словении во время Второй мировой войны. В тех случаях, где старые эмблемы посчитали неподходящими, их заменили на неофициальные национальные символы: изображение горы Ловчен с мавзолеем Петра II Петровича для Черногории и трубы для Боснии и Герцеговины. Республика Македония до 2009 года использовала герб времён СФРЮ, перекрасив плоды хлопка в жёлтый; в 2009 году с герба была убрана пятиконечная звезда, а плоды хлопка стали коричневыми.